# Писидия
Писидия (греч. Πισιδία, лат. Pisidia) — историческая область на юго-западе Малой Азии. На юге граничит с Ликией, на севере с Лидией, на востоке с Памфилией, на западе с Карией. Важные города Писидии: Термессос, Сельге, Кремна, Сагалассос, Антиохия, Неаполь, Таракий, Лаодикея и Филомелий.

## География, хозяйство
Писидия расположена неподалёку от Средиземного моря, но Таврские горы препятствуют проникновению на её территорию морской влаги. Из-за таких климатических условий в Писидии практически нет лесов. Но зато здесь часто проходят сильные ливни, воды которых кормят плато. Писидийские города постоянно извлекали из своего выгодного географического положения максимум. Также, благодаря обильным дождям, в Писидии выращивали и выращивают различные сельскохозяйственные культуры.

## История
Писидия имеет богатую историю как развития культуры, так и завоеваний этой области. В начале Писидию завоёвывают хетты; после разгрома их империи власть над областью в VII веке до н. э. получает соседняя Лидия. В VI веке до н. э. Писидию завоёвывают новые захватчики — персы. А уже в IV веке до н. э. область подчиняет Александр Македонский после разгрома персов на реке Граник. Начинается эллинистический период развития Писидии.
После смерти Александра Македонского его держава распадается, Писидия становится владением государства Селевкидов. Но правление Селевкидов здесь было непрочным и вскоре было свергнуто.
Писидия официально переходит Пергамскому царству в 188 год до н. э. Но и пергамское правление оказалось коротким: последний царь Пергама Аттал III завещал свои владения Риму в 133 году до н. э.
Но власть в регионе достаётся не римлянам, а пиратам, которые владели этой территорией до 108 года до н. э.
В 25 году до н. э. Рим после смерти царя Галатии Аминты упраздняет полузависимое царство и включает его земли в состав империи.
В течение более чем четырёхвекового правления Рима территория Писидии непосредственно подчинялась императору, в ней находились расквартированные легионы, готовые начать боевые действия за несколько дней.
В I веке в Писидии начинает распространяться христианство.
в 395 году, после раздела Римской империи на западную и восточную, Писидия отошла востоку. Начинается более чем 7-вековое правление Писидией византийцами.